# Aunkirchner Bach
Der Aunkirchner Bach ist ein Bach in Aunkirchen, einem Ortsteil der bayerischen Stadt Vilshofen an der Donau. Er entspringt in Beutelsbach und mündet im Dorfgebiet von Aunkirchen in die Vils, welche in die Donau fließt. Die frühere Bezeichnung war Beutels-Bach.
Der Bach hat eine Gesamtlänge von 8,82 km und ein Einzugsgebiet von 16,43 km². Der Bachverlauf wurde im Rahmen der Flurbereinigungsarbeiten Anfang der 1970er-Jahre begradigt, aber bereits fast 30 Jahre später, im Jahr 1998, wieder renaturiert.